# Hokuriku-Gakuin-Universität
Die Hokuriku-Gakuin-Universität (jap. 北陸学院大学, Hokuriku gakuin daigaku) ist eine private Universität in Japan. Im Jahr 2008 erhielt sie unter ihrem heutigen Namen Universitätsstatus. Der Hauptsitz befindet sich in Kanazawa-Stadt, Präfektur Ishikawa. Die Abkürzung der Universität ist Kita Tan.

## Geschichte
Die heutige christliche Universität geht auf die 1885 gegründete erste Privatschule für Mädchen zurück. Als Gründerin gilt die Missionarin der Amerikanischen Presbyterianer Kirche Mary Kathrine Hesser (1853–1894). 1886 kam der Hokuriku Gakuin Daiichi Kindergarten dazu. Die Mädchenschule wurde in Private Hokuriku Mädchenschule umbenannt. 1947 wurde im Zuge einer Reform die Hokuriku Gakuin Junior High School gegründet und 1950 das Hokuriku Gakuin Junior College sowie der Hokuriku Gakuin Kindergarten (Kitazawa Shimo Honda Town). 1953 wurde die Hokuriku Ernährungsakademie (Kakigihata, Kanazawa City) gegründet und 1961 die Hokuriku Gakuin-Grundschule (Hibaicho, Stadt Kanazawa).
Im Jahr 2008 wurde die Universität mit der Fakultät für Humanstudien gegründet. Dazu wurde das Hokuriku Gakuin Junior College umstrukturiert.

## Hokuriku Gakuin Universität

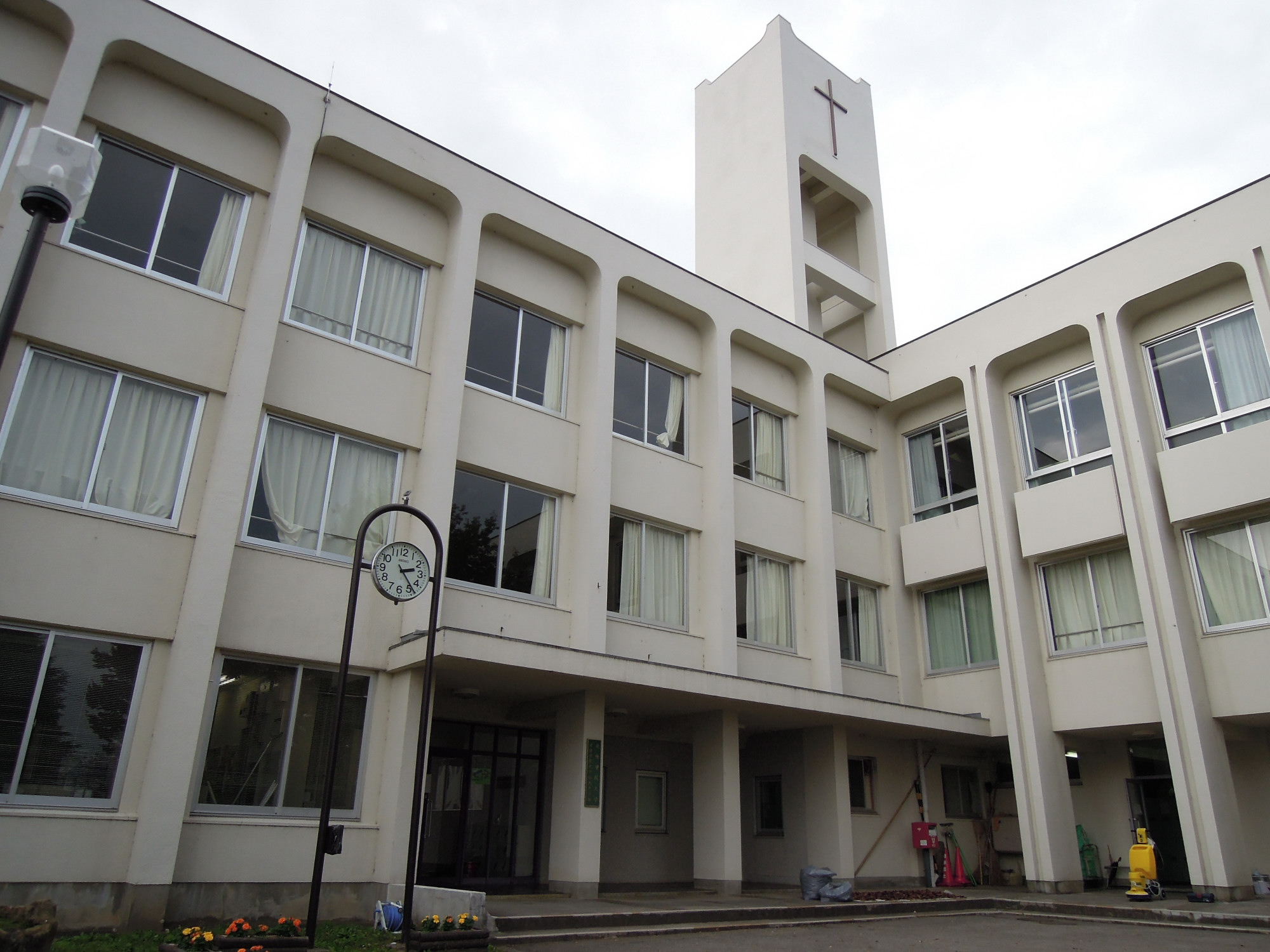
Hokuriku Gakuin Universität

### Fakultät für umfassende Humanwissenschaften
Das Gebiet der geisteswissenschaftlichen Fakultät umfasst die Lehre vom „Menschen“ und dem Selbst. Es werden durch praktisches Training und Feldforschung Erfahrungen mit verschiedenen Menschen in der Gesellschaft gesammelt. Die Studenten erlernen das Potenzial von Kindern und studieren Menschen und Gesellschaft durch Psychologie und Soziologie.

#### Abteilung für Kindererziehung
- Frühkindliche Erziehung und Kinderbetreuung
- Kurs zur Erziehung von Säuglingen und Kindern
- Primar- und Sekundarschulkurse

#### Abteilung für Soziologie
- Moderne Gesellschaft und internationale Verständigung
- Psychologie- und Beratungskurse
- Umwelt- und Wohlfahrtsmanagement
- Politische Ökonomie und Management
- Informationen und Bibliothek (Hessel-Gedächtnisbibliothek)

#### Programme
- Bachelor: Lebensmittel und Ernährung, Humanwissenschaften, Soziologie
- Master: Humanwissenschaften, Soziologie

### Regionales Zentrum für Bildungsentwicklung
Das 2008 gegründete Regionale Bildungsentwicklungszentrum (Regional Education Development Center (REDeC)) ist ein der Hokuriku-Gakuin-Universität angeschlossenes Forschungszentrum, das Forschungen in den Disziplinen Kindererziehung, Englisch und Englischunterricht, Psychologie, Soziales, Ernährung usw. durchführt, um mit den Ergebnissen einen Beitrag zur lokalen Gemeinschaft zu leisten. Dabei strebt die Fakultät eine Zusammenarbeit über das Fachgebiet hinaus an, in dem sie ihre jeweiligen Fachgebiete nutzt und externe Dozenten einlädt, um der Bevölkerung und Studenten tiefgreifendes Lernen zu ermöglichen.

## Hokuriku-Gakuin-Universität Junior College
Das Junior College wurde 1950 gegründet. Die 1953 gegründete Hokuriku Ernährungsakademie wurde 1963 dem Junior College als Ernährungsabteilung zur Ausbildung von Ernährungswissenschaftler angeschlossen. 2005 wurde die Englischabteilung und die Abteilung für Geisteswissenschaften des Junior College in der Abteilung für Gemeinschaftskultur zusammengeführt.

## Studenten und Schüler
Anzahl Studenten und Schüler (Stand Mai 2019):
- Universität 527
- Junior College 208
- Gymnasium 921
- Junior High School 84
- Grundschule 106
- Kindergarten 131